# Etiologia schizofrenii

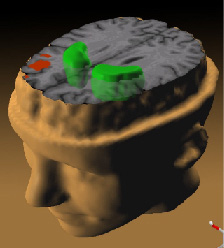
Wyniki badań PET wskazują na to, że im płaty czołowe są mniej zaktywowane (czerwony) w czasie procesu zapamiętywania, tym większy wzrost nieprawidłowej aktywności dopaminowej w prążkowiu (zielony), co wiąże się z deficytami neurokognitywnymi występującymi w schizofrenii.

Wiarygodność rozpoznań wprowadza trudności w zmierzeniu względnego wpływu genów i środowiska (przykładowo, objawy w pewnym stopniu pokrywają się z chorobą dwubiegunową i wielką depresją), ale wyniki badań wskazują na to, że czynniki genetyczne w połączeniu ze środowiskowymi są ważnymi czynnikami etiologicznymi schizofrenii. Wyniki badań wykazują, że przyczyny powstania schizofrenii mają silną komponentę dziedziczną, ale początek choroby jest pod silnym wpływem czynników środowiskowych i stresorów. Hipoteza wrodzonej podatności na zranienie (diatezy) u niektórych ludzi, która może być ujawniona przez biologiczne, psychologiczne i środowiskowe stresory jest znana jako model stresu i diatezy (lub encefalopatii). Model wskazujący na istotność czynników biologicznych, psychologicznych i społecznych nosi nazwę "biopsychosocjalnego".

## Genetyka
Istnieje zależność pomiędzy ryzykiem zachorowania na schizofrenię a stopniem pokrewieństwa z osobą chorą. Badania rodzin, bliźniąt i adopcyjne dostarczają dowodów na rolę czynników genetycznych w etiologii schizofrenii. Można sądzić, że dziedziczona jest predyspozycja do schizofrenii, która daje efekt w postaci choroby dopiero w połączeniu ze środowiskowymi czynnikami ryzyka. Dokładny model dziedziczenia schizofrenii pozostaje nieznany. Podobnie jak w przypadku innych chorób złożonych sugerowany jest raczej udział wielu genów (zob. polimorfizm genetyczny), o relatywnie niewielkim wpływie, których efekt kumuluje się, dziedziczeniu ulega tylko skłonność do zachorowania. Na znaczenie interakcji czynników genetycznych i środowiskowych wspólnie zwiększających podatność na zachorowanie wydają się wskazywać m.in. wyniki badań adopcyjnych. Oszacowania stopnia dziedziczności schizofrenii są różne, co wynika z trudności oddzielenia wpływów genetyki i środowiska, chociaż badania na bliźniętach wskazują na wysoki stopień dziedziczności. Niedawne wyniki badań naukowych sugerują, że geny, które przyczyniają się do zwiększenia ryzyka zachorowania na schizofrenię są nieswoiste, co oznacza, że mogą wpływać również na ryzyko wystąpienia innych zaburzeń psychotycznych, jak choroby afektywnej.

## Czynniki cywilizacyjne
Badania wskazują, że zachorowalność na schizofrenię wśród ludów pierwotnych jest znacznie niższa niż w społeczeństwach cywilizowanych. Obraz psychoz jest nieco odmienny, przeważają formy ostre – zbliżone do katatonii. Wraz ze zbliżaniem się do kręgu cywilizacji zachodniej, liczba przypadków wzrasta, a obraz chorobowy upodabnia się do spotykanego w naszej kulturze.

## Czynniki prenatalne
Uważa się, że czynniki sprawcze mogą działać we wczesnych etapach rozwoju układu nerwowego, także w ciąży, zwiększając ryzyko późniejszego zachorowania na schizofrenię. Obecnie istnieją dowody na to, że prenatalna ekspozycja na infekcje zwiększa ryzyko zachorowania na schizofrenię w późniejszym życiu, dostarczając dodatkowe dowody na powiązanie ryzyka wystąpienia choroby z patologią rozwoju płodowego.

## Czynniki społeczne i ekonomiczne
Mieszkanie w zurbanizowanym otoczeniu zostało konsekwentnie wykazane w badaniach jako czynnik ryzyka schizofrenii. Niekorzystne aspekty socjologiczne również stanowią czynniki ryzyka; należy do nich ubóstwo, migracje związane z niepowodzeniami, dyskryminacja rasowa, dysfunkcja rodzin, bezrobocie lub trudne warunki mieszkaniowe. Doświadczenie w dzieciństwie nadużycia lub traumy też stanowi czynnik ryzyka. Rodzicielstwu nie przypisuje się odpowiedzialności za schizofrenię, ale dysfunkcjonalne relacje w połączeniu z brakiem wsparcia mogą się przyczyniać do zwiększenia ryzyka.

## Zakażenia
Jedna z teorii wysunięta przez psychiatrów E. Fullera Torreya i R.H. Yolkena zakłada, że zakażenie pasożytem Toxoplasma gondii prowadzi do pewnych (być może nawet licznych) przypadków schizofrenii. Wspiera to stwierdzenie znacząco wyższych poziomów przeciwciał przeciw toksoplazmie u pacjentów ze schizofrenią względem przeciętnej populacji.

## Użycie substancji psychoaktywnych
Związek brania narkotyków ze schizofrenią jest złożony. Jasne powiązania pomiędzy nimi są trudne do rozwikłania. Istnieją silne dowody na to, że użycie pewnych narkotyków może wywołać początek choroby oraz nawrót schizofrenii u pewnych ludzi. Można to jednakże wyjaśniać na inne sposoby; niektórzy ludzie mogą brać narkotyki aby poradzić sobie z negatywnymi uczuciami związanymi zarówno z braniem przepisanych leków antypsychotycznych, a także z powodu samego stanu psychicznego, który cechuje się negatywnymi emocjami, paranoją i anhedonią. Pochodne amfetaminy wywołują uwolnienie dopaminy, której nadmierna aktywność jest uważana za przyczynę wielu objawów schizofrenii (dopaminowa hipoteza schizofrenii), a pochodne amfetaminy mogą pogorszyć objawy schizofrenii. Objawy schizofrenii mogą być również wyzwolone przez przyjmowanie znaczących dawek psychodelików lub narkotyków pobudzających. Wyniki jednego z badań sugerują, że marihuana może przyczynić się do psychozy, chociaż naukowcy podejrzewają, że użycie marihuany było tylko niewielkim dodatkiem do szerokiej gamy czynników, które mogą wywołać psychozę.

### Amfetamina i jej pochodne
Uważa się, że nadmierna aktywność dopaminowa jest odpowiedzialna za wiele objawów schizofrenii (dopaminowa hipoteza schizofrenii) i dlatego amfetamina i jej pochodne mogą pogarszać objawy schizofrenii, gdyż powodują uwolnienie dopaminy.

### Środki psychodeliczne
Schizofrenia może być czasem wywoływana przez znaczne użycie środków psychodelicznych, chociaż niektórzy uważają, że predyspozycja do zachorowania na schizofrenię wiąże się ze skłonnością do przyjmowania takich środków. Istnieją także dowody na to, że u ludzi chorujących na schizofrenię, u których występuje odpowiedź na leczenie, może dojść do nawrotów w wyniku przyjęcia narkotyków. Do znanych osób, u których psychodeliki są podejrzewane o przyspieszenie rozwoju schizofrenii należą członek i założyciel Pink Floyd, Syd Barrett oraz producent, aranżer i pisarz tekstów piosenek The Beach Boys, Brian Wilson.
Leki takie jak ketamina, fencyklidyna i LSD stosowano w celach badawczych do naśladowania objawów schizofrenii. Zastosowanie LSD i innych psychodelików do modelu schizofrenii straciło na znaczeniu wśród społeczności naukowej, ponieważ różnice pomiędzy stanami wywołanymi przez narkotyki a typowym przebiegiem schizofrenii stały się klarowne. Uważa się jednak, że dysocjanty taki jak ketamina i fencyklidyna dają stany znacząco podobne.
Humphry Osmond i Abram Hoffer przez krótki czas w latach 50. XX wieku badali możliwość zastosowania psychodelików w leczeniu schizofrenii. Tylko w przypadku tego eksperymentalnego leczenia użycie LSD było legalne, na krótko przed tym, jak zastosowanie leku w celach rozrywkowych doprowadziło do jego delegalizacji.

### Marihuana
Istnieją dowody na wpływ marihuany na powstawanie schizofrenii. Zgodnie z niektórymi badaniami, marihuana nie jest niezbędnym, ani wystarczającym czynnikiem w powstaniu schizofrenii, lecz może znacząco zwiększyć ryzyko zachorowania na schizofrenię i może być jednym z ważnych czynników sprawczych. Pomimo tego, niektóre wcześniejsze badania na tym polu były krytykowane z tego względu, że często nie było jednoznaczne, czy marihuana jest przyczyną, czy wynikiem schizofrenii. W niedawnym przeglądzie badań dotyczącym tego zagadnienia wykazano, że marihuana zwiększa ryzyko zachorowania na schizofrenię 2 razy, a zakładając, że jest jednym z czynników etiologicznych choroby, odpowiada za 8% przypadków zachorowań.
W 1987 opublikowano jedno z dłużej prowadzonych badań, z którego wynikało, że ryzyko wystąpienia schizofrenii u Szwedów przyjmujących marihuanę w dużych ilościach (więcej niż 50 razy) jest zwiększone 6 razy.

### Tytoń
Osoby chore na schizofrenię palą częściej w porównaniu do średniej populacyjnej. Procent palących jest szczególnie wysoki w przypadku bezdomnych oraz osób przebywających w instytucjach. W spisie dokonanym w Wielkiej Brytanii w 1993 zostało wykazano, że 74% ludzi ze schizofrenią żyjących w instytucjach jest palaczami. W badaniu z 1999, które objęło wszystkich chorych w Nithsdale w Szkocji wykazano, że 58% z nich to palacze (przy średniej populacyjnej 28%). W jednym ze starszych badań ujawniono, że 88% pacjentów wypisanych ze szpitala to palacze.
Osoby ze schizofrenią mają mniejsze ryzyko zachorowania na raka płuc i śmierci z jego powodu, pomimo tego, że palacze występują wśród nich częściej niż w przeciętnej populacji. Przyczyna tego stanu nie jest znana, ale podejrzewa się, że znaczenie może mieć genetyczna odporność na raka płuc, efekty uboczne przyjmowanych leków lub statystycznie większe ryzyko śmierci z innych powodów niż rak płuc.
W niedawnym badaniu przeprowadzonym na 50 000 poborowych w Szwecji wykazano niewielki, ale statystycznie istotny efekt protekcyjny palenia papierosów przed zachorowaniem na schizofrenię w późniejszym życiu. Autorzy pracy podkreślają, że ryzyko związane z paleniem papierosów znacznie przewyższa te ewentualne niewielkie korzyści, natomiast samo badanie dostarcza dowodów na teorię "samoleczenia" w schizofrenii przy pomocy palenia tytoniu. Może to również dostarczyć wskazówek, w jaki sposób schizofrenia rozwija się na poziomie molekularnym. Co więcej, wiele ludzi paliło tytoń w różnej postaci na długo przed rozpoznaniem u nich schizofrenii, a niektóre grupy są zwolennikami stwierdzenia, że różne substancje chemiczne zawarte w tytoniu w rzeczywistości przyczyniły się do wyzwolenia początków choroby i nie niosą ze sobą żadnych korzyści.
Palenie tytoniu wpływa na funkcjonowanie wątroby w taki sposób, że powoduje szybszą metabolizację leków antypsychotycznych stosowanych w leczeniu schizofrenii. To oznacza, że palacze ze schizofrenią powinni przyjmować nieco wyższe dawki neuroleptyków dla uzyskania pożądanego efektu niż to jest w przypadku niepalących.
Większa liczba palaczy wśród chorych na schizofrenię może być efektem chęci leczenia się przy pomocy nikotyny. Możliwe, że palenie daje krótkoterminowe efekty w postaci poprawionej czujności i funkcjonowania poznawczego u osób chorych. Wysuwa się przypuszczenie, że mechanizmem tego efektu jest zaburzenie funkcjonowania receptorów nikotynowych u chorych na schizofrenię, co chwilowo może zredukować palenie tytoniu.

## Czynniki psychologiczne
Liczne mechanizmy psychologiczne wpływają na zachorowanie oraz przebieg schizofrenii. Błędy poznawcze są jednymi z czynników ryzyka, zwłaszcza przy obciążeniu stresem lub niewłaściwie rozumianymi sytuacjami, w tym przykładanie nadmiernej uwagi do potencjalnych zagrożeń, wyciąganie pochopnych wniosków, dokonywanie atrybucji zewnętrznych, problemy z rozróżnieniem mowy wewnętrznej od mowy ze źródeł zewnętrznych, trudności z wczesnym przetwarzaniem wzrokowym i utrzymaniem koncentracji. Niektóre cechy poznawcze mogą odzwierciedlać ogólne deficyty neurokognitywne pamięci, uwagi, rozwiązywania problemów, funkcji wykonawczych lub poznania społecznego, podczas gdy inne mogą być związane z konkretnymi kwestiami i doświadczeniami. Pomimo powszechnego dostrzegania stępionego afektu (zobojętnienia uczuciowego), niedawne badania wskazują na to, że wiele ludzi ze zdiagnozowaną schizofrenią odpowiada silnie emocjonalnie, w szczególności na stresory lub negatywne bodźce i ta czułość może odpowiadać za podatność do wystąpienia objawów lub zaburzenia. Niektóre wyniki badań wskazują na to, że treść urojeń i doświadczeń psychotycznych może odzwierciedlać emocjonalne przyczyny zaburzenia i to jak osoba interpretuje takie doznania może wpływać na symptomatologię. Dalsze dowody na znaczenie mechanizmów psychologicznych wynikają z korzystnego wpływu terapii na objawy schizofrenii.

## Czynniki emocjonalne
W schizofrenii mają znaczenie liczne czynniki emocjonalne, a niektóre modele stawiają je w centrum zaburzenia. Uważano, że u chorych występuje stępiony afekt, co oznaczałoby, że doświadczają oni zbyt słabych emocji, jednak nowsze badania wykazują, że występuje u nich prawidłowy, a nawet podniesiony poziom afektu, w szczególności w odpowiedzi na negatywne wydarzenia lub stresujące sytuacje społeczne. Powiązane badania wskazują na to, że treść sądów urojeniowych i psychotycznych w schizofrenii może mieć znaczenie, odzwierciedlając historię życia lub społeczne uwarunkowania osoby chorej.

## Czynniki biochemiczne

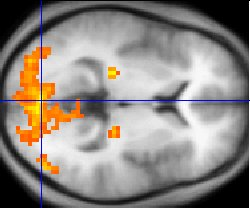
fMRI oraz inne metody neuroobrazowania pozwalają badać różnice w aktywności obszarów mózgu u ludzi ze zdiagnozowaną schizofrenią.

Badania z użyciem testów neuropsychologicznych oraz metod obrazowania mózgu, takich jak fMRI i PET pozwoliły zmierzyć różnice w funkcjonalnych aktywnościach mózgu i wykazały, że różnice wydają się najczęściej występować w płatach czołowych, hipokampie i płatach skroniowych. Powiązano je z deficytami neurokognitywnymi często związanymi ze schizofrenią.
W szczególności skupiono się na aktywności dopaminowej w szlaku mezolimbicznym mózgu. To zainteresowanie wynikło głównie z przypadkowego odkrycia. Okazało się, że grupa leków blokująca aktywność dopaminy, znanych jako fenotiazyny, może redukować objawy psychotyczne. Wpływowa hipoteza dopaminowa schizofrenii wskazała, że nieprawidłowa funkcja szlaków dopaminowych jest przyczyną pozytywnych objawów schizofrenii. Obecnie ta teoria jest uważana za zbytnie uproszczenie pełnego wyjaśnienia, po części z tego powodu, że nowsze antypsychotyki (zwane atypowymi antypsychotykami) mogą być jednakowo skuteczne jak starsze leki (typowe antypsychotyki), lecz wpływają również na aktywność serotoniny i mogą wykazywać nieznacznie słabsze blokowanie dopaminy.
Zainteresowanie skierowano również na glutaminian, który jest neurotransmiterem, a także na zmniejszoną aktywność receptora NMDA w schizofrenii. Było to w głównej mierze zasugerowane przez nieprawidłowo niskie poziomy receptorów glutaminianowych stwierdzone w badanych pośmiertnie mózgach osób ze zdiagnozowaną schizofrenią i odkrycie, że działanie leków blokujących glutaminian, jak fencyklidyna czy ketamina mogą naśladować objawy i problemy poznawcze występujące w chorobie. Fakt zmniejszonej aktywności glutaminianu wiąże się ze słabymi wynikami w testach wymagających aktywności płatów czołowych i hipokampa oraz wpływem na aktywność dopaminową. Wszystko to ma znaczenie dla rozwoju schizofrenii i dlatego zasugerowano, że szlaki glutaminianowe spełniają ważną rolę mediacyjną (i prawdopodobnie sprawczą) w chorobie. Dalsze poparcie dla tej teorii przyszło z wstępnych badań wskazujących na skuteczność koagonistów kompleksu receptora NMDA w zmniejszaniu objawów pozytywnych.
Inne odkrycia dotyczą różnic w rozmiarach pewnych struktur mózgu. Poszerzenia komór występują u osób ze szczególnie wyraźnymi objawami negatywnymi, co było jednym z pierwszych odkryć. Jednakże nie okazało się to pewne w przypadku każdego pacjenta, gdyż u chorych występują znaczne różnice. Nowsze badania wykazały różnego stopnia odmienności struktur mózgu w porównaniu do zdrowej populacji. Podobnie jednak jak w przypadku wcześniejszych wyników badań, różnice są pewne przy porównywaniu grup ludzi, natomiast trudno określić jakie różnice wystąpią u pojedynczych osób ze schizofrenią.

## Inne teorie
Obecnie przedmiotem badań są nieprawidłowości kanałów wapniowych jako czynników mających znaczenie dla powstania schizofrenii. W trzech małych badaniach wykazano poprawienie pewnych wskaźników w późnych dyskinezjach po dołączeniu nilwadypiny (bloker kanałów wapniowych) do wcześniej stosowanego leczenia przeciwpsychotycznego.
Obecnie wzrasta liczba dowodów na znaczącą rolę autoimmunizacji w etiologii i patogenezie schizofrenii. Potwierdzają to badania statystycznej korelacji schizofrenii z innymi chorobami autoimmunologicznymi, a także niedawne prace, w których szczegółowo zbadano stan układu immunologicznego u pacjentów ze schizofrenią.